# حصار العرائش
حصار العرائش، عام 1689، نفذه جيش المغرب الضخم بقيادة إسماعيل بن الشريف ضد الإسبان، الذين حكموا المدينة لما يقرب من 80 عامًا. بعد ثلاثة أشهر من الحصار، أُجبر المدافعون على الاستسلام.

## الحصار
أنشأ مولاي إسماعيل في عام 1689، جيشًا قويًا قوامه 30 ألف جندي لاستعادة العرائش بينما كانت حامية على الجانب الإسباني مكونة من 1500 إلى 2000 جندي مسلحين بـ 200 بندقية لحماية المدينة. كان الاستيلاء على المدينة صعبًا للغاية لأن الإسبان كانوا مستعدين لهذا الهجوم الذي كان متوقعًا وحصن المدينة بشكل كبير لأنه منذ عام 1688، أعلن السلطان المغربي نواياه مباشرة. لكن بحسب كتاب العرائش. معلومات المؤسسة جهة الفقرة سو التاريخ أون إل سيغلو السابع عشر، عرف الإسبان نوايا المغاربة منذ عام 1687. وهكذا، بدءًا من هذا العام، بدأ الإسبان بتزويد المدينة وتقويتها. قبل عشية القتال كان هناك ألف رجل في المدينة 7.
بدأت العمليات العسكرية في 14 يوليو 1689، وبعد شهر، في أغسطس 1689، حاصر الجيش المغربي المدينة بالكامل. بينما يقدر أحد المصادر عدد المقاتلين المغاربة بـ 30.000، تذهب مصادر أخرى إلى قوة قوامها 50.000 رجل. يقودها القائد علي بن عبد الله الرفي.
أبقى القنصل الفرنسي في سلا، بيريلي، الماركيز دي سينيلاي على علم بتطور هذا الحصار. على سبيل المثال، في 10 أكتوبر 1689، أكد أن المور لديهم «منجمين جاهزين للعب» وأن هناك ألفي إسباني، من بينهم مائتا متطوع. ثم ادعى في 6 نوفمبر / تشرين الثاني أن المغاربة شنوا هجومًا أخيرًا وأنهم نجحوا في اجتياز أسوار المدينة المحمية بعدة مئات من المدافع بفضل انفجار لغمين فتحت ثغرات في أسوار المدينة. ووقع الهجوم قبل ثمانية أيام عندما قتل نحو أربعة آلاف مغربي عندما اقتحمت القوات الإسبانية قلعة المدينة.
ويضيف بيريلي أيضًا أنه بمجرد تولي العرائش زمام الأمور، يخطط مولاي إسماعيل للاستيلاء على سبتة ومليلية ومازاغان. أخيرًا في 11 نوفمبر، استسلمت القوات الإسبانية. كتب بيريلي إلى ماركيز سينلاي في 18 نوفمبر أن بلدة العرائش سقطت بعد استسلام الجنود الإسبان 1. لكن وفقًا لمصادر أخرى، وقع الهجوم في 1 نوفمبر 1689 ونفذته القوات المغربية في اليوم نفسه.
كان الحصار سيكلف المغاربة أكثر من عشرة آلاف رجل بينهم أربعة آلاف خلال الهجوم الأخير الذي سمح بدخول المدينة بينما قُتل على الجانب الإسباني ما يقرب من 400 جندي، لكن تم أسر حوالي ستة عشر مائة رجل بالإضافة إلى الأسر. حوالي أربعين بندقية. وهكذا تم إرسال هذه البنادق بعد جان بابتيست إستيل إلى مدينة مكناس الإمبراطورية. يزعم مصدر آخر أن 1700 رجل قد أُسروا.